# 白兔寺
白兔寺位於四川省廣元市劍閣縣开封镇白兔村一組，始建於明代。
相传白兔寺创建于明洪武八年（1375年），万历四十二年（1614年）僧洪苍重修，但并无实证。民国十四年（1925年），白兔寺成为初级小学校校舍。2018年进行全面维修。
白兔寺原有上下两寺，现存者为下寺。據傳古時有白兔來往其間，時人以為祥瑞，遂以寺名。白兔寺坐北面南，由天王殿（前殿）、大雄宝殿、左右廂房組成，占地面積538.6平方公尺。天王殿重建于明成化五年（1469年），而大雄宝殿和厢房则是清代建筑。天王殿面闊7間，歇山頂，青筒瓦屋面，抬梁式梁架，前後簷施斗拱。正殿面闊3間，歇山頂，小青瓦屋面，抬梁式梁架，有垂帶式踏道二級。左右廂各面闊2間，懸山頂，小青瓦屋面，穿逗式梁架。
1991年，白兔寺被劍閣縣人民政府公佈為縣級文物保護單位。2012年7月16日公佈為第八批四川省文物保護單位。